# نوريا كابانياس
نوريا كابانيّاس بروفينسيو (بالإسبانية: Nuria Cabanillas Provencio، ولدت في 9 أغسطس 1980، فيلافرانكا ديل بينيدس، برشلونة، إسبانيا) لاعبة جمباز إيقاعي إسبانية. هي إحدى أعضاء مجموعة الفتيات الذهبيات التي حصلن على الميدالية الذهبية في دورة الألعاب الأولمبية الصيفية 1996 في أتلانتا،، كما حازت على ثلاث ميداليات ذهبية في بطولات العالم للجمباز الإيقاعي.

## إنجازاتها

### الألعاب الأولمبية الصيفية
- 1996 أتلانتا  الولايات المتحدة:  ميدالية ذهبية في مسابقة الفرق (Group All-around).

### بطولة العالم للجمباز الإيقاعي
- 1995 فيينا  النمسا:  ميدالية فضية في مسابقة الفرق (Team All-around).
- 1995 فيينا  النمسا:  ميدالية فضية في فئة 5 أطواق (5 Hoops).
- 1995 فيينا  النمسا:  ميدالية ذهبية في فئة 3 كرات + شريطيْن (Groups 3 Balls + 2 Ribbons).
- 1996 بودابست  المجر:  ميدالية فضية في مسابقة الفرق (Team All-around).
- 1996 بودابست  المجر:  ميدالية ذهبية في فئة 3 كرات + شريطيْن (Groups 3 Balls + 2 Ribbons).
- 1998 إشبيلية  إسبانيا:  ميدالية فضية في مسابقة الفرق (Team All-around).
- 1998 إشبيلية  إسبانيا:  ميدالية ذهبية في فئة 3 شرائط + طوقيْن (Groups 3 Ribbons + 2 Hoops).

### بطولة أوروبا للجمباز الإيقاعي
- 1995 براغ  جمهورية التشيك:  ميدالية برونزية في مسابقة الفرق (Team All-around).
- 1995 براغ  جمهورية التشيك:  ميدالية برونزية في فئة 5 أطواق (5 Hoops).
- 1995 براغ  جمهورية التشيك:  ميدالية فضية في فئة 3 كرات + شريطيْن (Groups 3 Balls + 2 Ribbons).
- 1997 باتراس  اليونان:  ميدالية فضية في فئة 5 كرات (Groups 5 Balls).
- 1997 باتراس  اليونان:  ميدالية برونزية في فئة 3 كرات + شريطيْن (Groups 3 Balls + 2 Ribbons).
- 1999 بودابست  المجر:  ميدالية برونزية في فئة 3 شرائط + طوقيْن (Groups 3 Ribbons + 2 Hoops).

## روابط خارجية
- نوريا كابانياس على موقع IMDb (الإنجليزية)